# Otok Škulj
Otok Škulj är en ö i Kroatien.   Den ligger i länet Šibenik-Knins län, i den södra delen av landet, 240 km söder om huvudstaden Zagreb. Arean är 0,89 kvadratkilometer.
Terrängen på Otok Škulj är lite kuperad. Öns högsta punkt är 121 meter över havet. Den sträcker sig 1,4 kilometer i nord-sydlig riktning, och 1,2 kilometer i öst-västlig riktning.